# Les Daniels (écrivain)
Pour les articles homonymes, voir Daniels.
Pour le duo de cinéastes américains, voir Daniels (réalisateurs).
Œuvres principales
- Série Don Sebastian de Villanueva

Les Daniels, né le 27 octobre 1943 à Danbury dans le Connecticut et mort d'une attaque cardiaque le 5 novembre 2011 à Providence au Rhode Island, est un écrivain américain. Il a écrit des essais, des  études sociologiques et de la fiction d'horreur. Il a écrit une thèse sur Frankenstein. Il est aussi musicien et journaliste.

## Biographie
Les Daniels a écrit cinq romans dont le personnage principal est le vampire Don Sebastian de Villanueva, un aristocrate dépourvu de morale, cynique et misanthrope qui traverse avec une totale indifférence les époques de l’Histoire, que ce soit l’Inquisition, la Révolution française ou autre.
Il est connu pour avoir écrit un essai intitulé Comix: A History of the comic book in America (1971), premier livre qui traite d’autres genres de comics que les super héros et révèle au public le nom de Carl Barks.

## Œuvres

### SérieDon Sebastian de Villanueva
- The Black Castle (1978)
- The Silver Skull (1979)
- Citizen Vampire (1981)
- Yellow Fog (1986 ; 1988 pour l'édition révisée et augmentée)
- No Blood Spilled (1991)

### Essais
- Comix: A History of the Comic Book in America (1971)
- Living in Fear: A History of Horror in the Mass Media (1975)
- Marvel: Five Fabulous Decades of the World's Greatest Comics (1991)
- DC Comics: Sixty Years of the World’s Favorite Comic Book Heroes (1995)
- Superman, the Complete History: The Life and Times of the Man of Steel (1998)
- Superman: Masterpiece Edition (1999)
- The Complete History: The Life and Times of the Dark Knight Batman (1999)
- The Complete History: Wonder Woman (2000)
- The Golden Age of the Amazon Princess: Wonder Woman (2001)

## Comme éditeur
- Thirteen Tales of Terror (1971, avec Diane Thompson)
- Fear (1975)
- Dying of Fright: Masterpieces of the Macabre (1976)

## Prix et récompenses
- 2001 : Prix Eisner du meilleur ouvrage consacré à la bande dessinée pour Wonder Woman: The Complete History